# Троссін
Троссін (нім. Trossin) — громада в Німеччині, розташована в землі Саксонія. Входить до складу району Північна Саксонія. Складова частина об'єднання громад Домміч.
Площа — 79,59 км2. Населення становить 1246 ос. (станом на 31 грудня 2020).

## Адміністративний поділ
Громада включає територію 8 сільських населених пунктів.

## Галерея

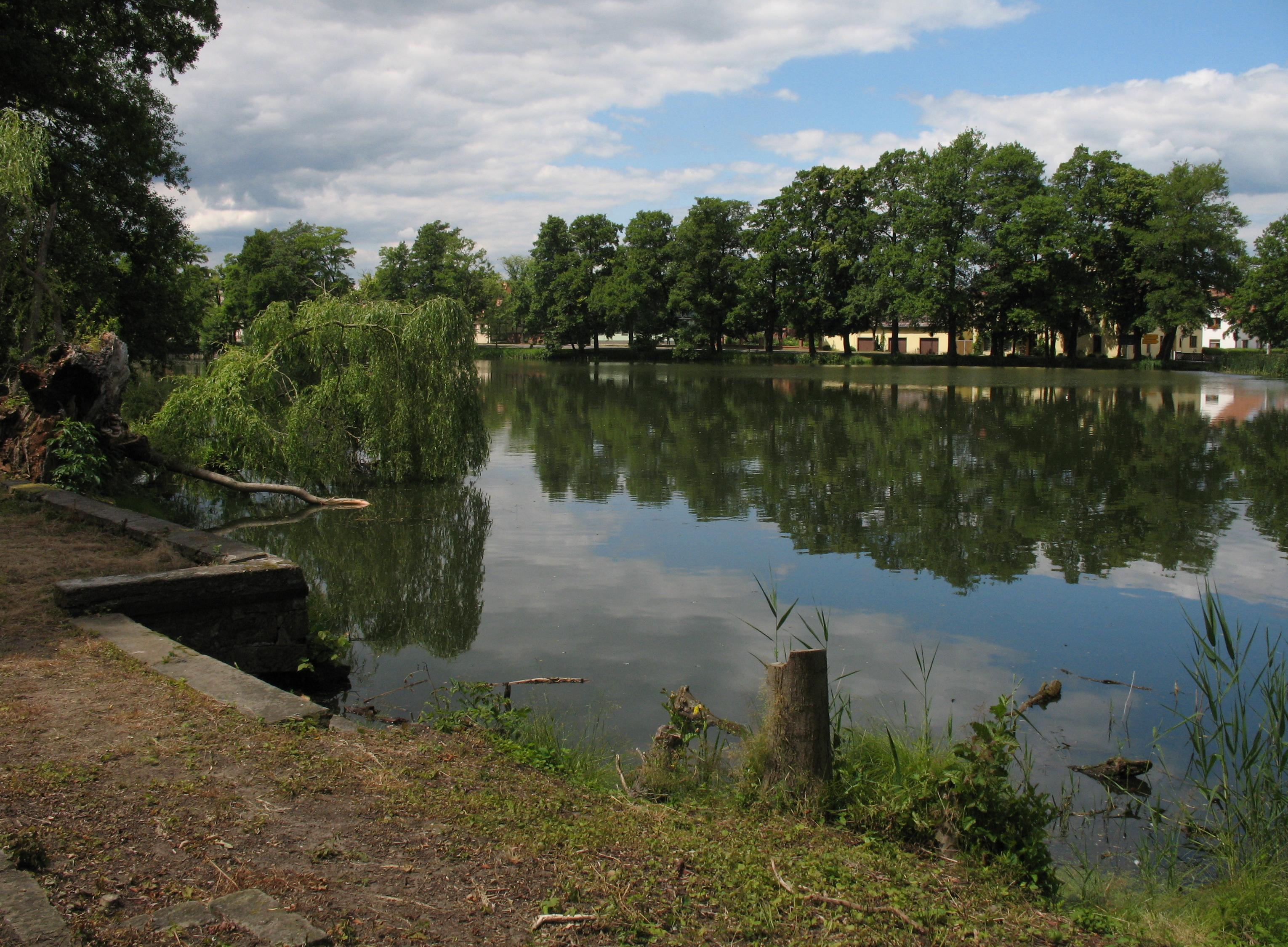